# Christiane Schildknecht
Christiane Schildknecht (* 1958 in Hamburg) ist eine deutsche Philosophin und war bis zu ihrer Emeritierung Professorin für Philosophie an der Universität Luzern.

## Leben
Schildknecht studierte Philosophie, Germanistik und Mathematik an der Universität Konstanz und am University College London. Ihre Dissertation an der Universität Konstanz befasste sich mit philosophischen Wissensformen und deren literarischer Darstellung. Nach Gastprofessuren in den USA, Neuseeland und Australien habilitierte sie sich 1999 an der Universität Konstanz mit einer Arbeit zu den Grenzen diskursiver Erkenntnis im Kontext von Sprache, Wahrnehmungstheorie und Bewusstseinstheorie. 
Von 2000 bis 2007 war sie Professorin für Philosophie an der Universität Bonn. 2007 wurde sie als Professorin an die Universität Luzern berufen, Anfang 2022 emeritiert. Ihre Forschungsschwerpunkte liegen im Bereich Philosophie des Geistes, Sprachphilosophie, Erkenntnistheorie und Verhältnis von Philosophie und Literatur.

## Veröffentlichungen
Monografien
- Sense and Self. Perspectives on Nonpropositionality. Paderborn, Mentis Verlag 2002.
- Aspekte des Nichtpropositionalen. Bonn, Bouvier, 1999.
- Philosophische Masken. Studien zur literarischen Form der Philosophie bei Platon, Descartes, Wolff und Lichtenberg. Stuttgart, Metzler 1990, ISBN 978-3476007179.

Herausgeber
- (mit Dieter Teichert und Termilo van Zantwijk) (eds.): Genese und Geltung. Paderborn, Mentis Verlag 2008.
- (mit Dieter Teichert) (eds.): Philosophie in Literatur. Frankfurt am Main, Suhrkamp 1996.
- (mit Gottfried Gabriel) (eds.). Literarische Formen der Philosophie. Stuttgart, Metzler 1990.

Aufsätze
- Klarheit in Philosophie und Literatur. Überlegungen im Anschluss an Peter Bieri. Deutsche Zeitschrift für Philosophie 5/2008, pp. 781–787.
- Anschauungen ohne Begriffe? Zur Nichtbegrifflichkeitsthese von Erfahrung. Deutsche Zeitschrift für Philosophie 51 (2003), pp. 459–475.
- Knowledge That the Mind Seeks. The Epistemic Impact of Plato´s Form of Discourse. Philosophy and Rhetoric 30 (1996), pp. 225–243.
- Experiments with Metaphors. On the Connection between Scientific Method and Literary Form in Francis Bacon. Synthesis philosophica 6 (1991), pp. 23–34 (repr. in: Z. Radman (ed.): From a Metaphorical Point of View. A Multidisciplinary Approach to the Cognitive Content of Metaphor. Berlin, New York, de Gruyter 1995, pp. 27–50).
- mit Catherine Wilson: The Cogito meant ´No more philosophy´: Valéry´s Descartes. History of European Ideas 9 (1988), pp. 47–62.